# Ippolito Niccolini (militare)
Ippolito Niccolini (Firenze, 13 gennaio 1916 – Bir el Gobi, 5 dicembre 1941) è stato un militare italiano decorato con la medaglia d'oro al valor militare alla memoria.

## Biografia
Appartenente ad una famiglia patrizia fiorentina, laureato in giurisprudenza, allo scoppio della seconda guerra mondiale chiese di partecipare alla campagna italiana di Grecia, ma venne riformato al Consiglio di leva. Nell'aprile 1941 riuscì a farsi richiamare arruolandosi a domanda, come soldato semplice, nel Gruppo Battaglioni "Giovani Fascisti" comandato dal tenente colonnello Fernando Tanucci Nannini e venne assegnato alla compagnia cannoni del I battaglione "Mi scaglio a ruina", comandato dal maggiore Fulvio Balisti.

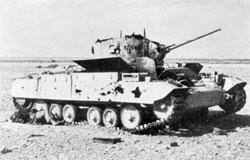
Un carro Valentine

Nel luglio successivo partì per l'Africa settentrionale raggiungendo i reparti italiani impegnati nella campagna del Nordafrica. Promosso caporal maggiore nel novembre 1941, assunse il comando della 2ª squadra cannoni.
Nel corso della seconda battaglia di Bir el Gobi, cui prese parte il Gruppo Battaglioni "Giovani Fascisti", Ippolito Niccolini riuscì a fermare tre carri armati, per poi perdere la vita durante un'ultima azione. Una delle tecniche utilizzate dagli italiani per fermare le preponderanti forze nemiche, prevedeva l'utilizzo delle granate Pazzaglia, le quali venivano lanciate all'interno dei carri dagli uomini nascosti in ripari e buche mimetizzate nel terreno, i quali sfruttavano la breve distanza per colpire direttamente gli equipaggi inglesi con azioni molto rischiose e spesso inconcludenti. In questo contesto, Niccolini dopo aver colpito due carri con il suo pezzo d'artiglieria, uscì dalla sua postazione nel tentativo di colpire l'equipaggio di un carro attraverso le feritoie con colpi di pistola e bombe a mano, e lo costrinse a ripiegare. Ferito in diversi punti e pur versando in gravi condizioni, riuscì a rientrare nella postazione poco prima che un carro armato medio inglese Mk III Valentine piombò addosso alla sua postazione, Niccolini, scostandosi lateralmente esplose alcuni colpi all'interno del carro attraverso una feritoia frontale ma venne raggiunto da una raffica mortale di mitragliatrice.
Nel corso dello stesso combattimento il Comandante del I Battaglione "Mi scaglio a ruina", maggiore Fulvio Balisti, ferito gravemente alla gamba sinistra, che sarà successivamente amputata, si fece portare in barella nelle postazioni per incitare "i suoi ragazzi" e venne gravemente ferito anche il tenente colonnello Fernando Tanucci Nannini comandante del Gruppo Battaglioni "Giovani Fascisti".
Le spoglie di Ippolito Niccolini rientrarono in Italia nel 1956 con gli onori militari; il feretro venne trasportato su di un affusto di cannone, seguito dai familiari, dai volontari del Reggimento "Giovani Fascisti" e dal gonfalone della città, che però a metà tragitto abbandonò il corteo.

## Onorificenze
Ippolito Niccolini è stato decorato di medaglia d'oro al valor militare alla memoria. Essendo iscritto anche alla facoltà di scienze politiche dell'Università di Firenze, nel 1942 gli venne conferita la laurea ad honorem.

## Mario Niccolini

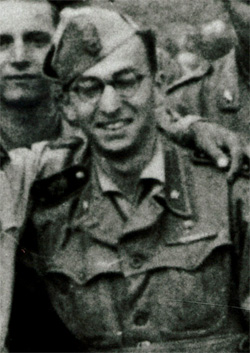
Mario Niccolini

Anche il fratello Mario Niccolini, ufficiale dei Bersaglieri, fece parte del Gruppo Battaglioni "Giovani Fascisti" con il grado di tenente come aiutante maggiore in 1ª del tenente colonnello Fernando Tanucci Nannini, partecipando poi con il grado di capitano alla campagna di Tunisia; Mario Niccolini, decorato di due Medaglie d'argento al valor militare e di Cavaliere dell'Ordine della Corona d'Italia per la campagna del Nordafrica ha poi raggiunto il grado di colonnello dei bersaglieri; scomparso nel gennaio del 2014 era l'ultimo ufficiale ancora vivente del Reggimento Volontari "Giovani Fascisti".

## Lapo Niccolini
Della famiglia Niccolini, sia pure di un altro ramo, faceva parte anche Lapo Niccolini Alamanni, medaglia d’argento al valore militare e Croce di guerra al valore militare, tenente del "Nizza Cavalleria", caduto nella prima guerra mondiale il 15 maggio 1916 a Monfalcone.